# Temporada 2004 del Campeonato Mundial de Rally
La temporada 2004 fue la 32º edición del Campeonato Mundial de Rally. Comenzó el 23 de enero con el Rally de Montecarlo y finalizó el 14 de noviembre en el Rally de Australia. El campeón fue Sebastien Loeb, que obtuvo su primer título mundial y además igualaba el récord de pruebas ganadas en un mismo año, que poseía Didier Auriol desde 1992, con seis victorias.

## Calendario
| N.º | Fecha                         | Rally                  | Resultados |
| --- | ----------------------------- | ---------------------- | ---------- |
| 1   | 23-25 de enero                | Rally de Montecarlo    | Resultados |
| 2   | 6-8 de febrero                | Rally de Suecia        | Resultados |
| 3   | 12-14 de marzo                | Rally México           | Resultados |
| 4   | 15-18 de abril                | Rally de Nueva Zelanda | Resultados |
| 5   | 13-16 de mayo                 | Rally de Chipre        | Resultados |
| 6   | 3-6 de junio                  | Rally Acrópolis        | Resultados |
| 7   | 24-27 de junio                | Rally de Turquía       | Resultados |
| 8   | 15-18 de julio                | Rally de Argentina     | Resultados |
| 9   | 6-8 de agosto                 | Rally de Finlandia     | Resultados |
| 10  | 20-22 de agosto               | Rally de Alemania      | Resultados |
| 11  | 3-5 de septiembre             | Rally de Japón         | Resultados |
| 12  | 16-19 de septiembre           | Rally de Gran Bretaña  | Resultados |
| 13  | 30 de septiembre-3 de octubre | Rally de Cerdeña       | Resultados |
| 14  | 15-17 de octubre              | Rally de Córcega       | Resultados |
| 15  | 29-31 de octubre              | Rally Cataluña         | Resultados |
| 16  | 11-14 de noviembre            | Rally de Australia     | Resultados |

## Cambios y novedades
- El campeonato aumentó el número de pruebas a 16, pasando de las 14 por primera vez en su historia.[1]
- Se incorporaron por primera vez la pruebas de Japón y México.
- Se cambió la marca de neumático a Pirelli y Peugeot estrenó el Peugeot 307 WRC.

## Equipos
| Equipo                                    | Constructor   | Vehículo              | Piloto             | Copiloto                 | Rally                |
| Constructores                             | Constructores | Constructores         | Constructores      | Constructores            | Constructores        |
| ----------------------------------------- | ------------- | --------------------- | ------------------ | ------------------------ | -------------------- |
| Subaru World Rally Team                   | Subaru        | Subaru Impreza WRC    | Petter Solberg     | Philip Mills             | 1-16                 |
| Subaru World Rally Team                   | Subaru        | Subaru Impreza WRC    | Mikko Hirvonen     | Jarmo Lehtinen           | 1-16                 |
| Citroën World Rally Team                  | Citroën       | Citroën Xsara WRC     | Sébastien Loeb     | Daniel Elena             | 1-16                 |
| Citroën World Rally Team                  | Citroën       | Citroën Xsara WRC     | Carlos Sainz       | Marc Martí               | 1-16                 |
| Marlboro Peugeot Total                    | Peugeot       | Peugeot 307 WRC       | Marcus Grönholm    | Timo Rautiainen          | 1-16                 |
| Marlboro Peugeot Total                    | Peugeot       | Peugeot 307 WRC       | Freddy Loix        | Sven Smeets              | 1-2, 15              |
| Marlboro Peugeot Total                    | Peugeot       | Peugeot 307 WRC       | Harri Rovanperä    | Risto Pietilainen        | 3-9, 11-13, 16       |
| Marlboro Peugeot Total                    | Peugeot       | Peugeot 307 WRC       | Cédric Robert      | Gerald Bedon             | 10, 14               |
| Ford World Rally Team                     | Ford          | Ford Focus WRC        | Markko Märtin      | Michael Park             | 1-16                 |
| Ford World Rally Team                     | Ford          | Ford Focus WRC        | Francois Duval     | Stephane Prevot          | 1, 3-8, 10-16        |
| Ford World Rally Team                     | Ford          | Ford Focus WRC        | Janne Tuohino      | Jukka Aho                | 2, 9                 |
| Mitsubishi Motors                         | Mitsubishi    | Mitsubishi Lancer WRC | Gilles Panizzi     | Herve Panizzi            | 1-10, 15             |
| Mitsubishi Motors                         | Mitsubishi    | Mitsubishi Lancer WRC | Kristian Sohlberg  | Kaj Lindstrom            | 2, 4-5, 8-9          |
| Mitsubishi Motors                         | Mitsubishi    | Mitsubishi Lancer WRC | Daniel Sola        | Xavi Amigo               | 6, 10, 15            |
| Mitsubishi Motors                         | Mitsubishi    | Mitsubishi Lancer WRC | Gigi Galli         | Guido d'Amore            | 1, 3, 7              |
| Mitsubishi Motors                         | Mitsubishi    | Mitsubishi Lancer WRC | Gigi Galli         | Guido d'Amore            | 15                   |
| Škoda Motorsport                          | Škoda         | Škoda Fabia WRC       | Armin Schwarz      | Mandfred Hiemer          | 6, 9-10, 11-15       |
| Škoda Motorsport                          | Škoda         | Škoda Fabia WRC       | Toni Gardemeister  | Paavo Lukander           | 6, 9-10, 11-15       |
| Equipos no registrados como constructores |               |                       |                    |                          |                      |
| Bozian Racing                             | Peugeot       | 206 WRC               | Nicolas Vouilloz   | David Fiorini            | 1                    |
| Bozian Racing                             | Peugeot       | 206 WRC               | Nicolas Vouilloz   | Denis Giraudet           | 6, 10, 12-15         |
| Bozian Racing                             | Peugeot       | 206 WRC               | Miguel Campos      | Nuno Rodrigues da Silva  | 1, 5                 |
| Bozian Racing                             | Peugeot       | 206 WRC               | Henning Solberg    | Cato Menkerud            | 2, 4-5, 7, 9, 12, 13 |
| Bozian Racing                             | Peugeot       | 206 WRC               | Daniel Carlsson    | Mattias Andersson        | 2, 4, 6-7, 9-10, 14  |
| Bozian Racing                             | Peugeot       | 206 WRC               | Luiz Pérez Companc | José María Volta         | 3, 5, 8, 13          |
| Manfred Stohl                             | Peugeot       | 206 WRC               | Manfred Stohl      | Ilka Minor               | 6, 12                |
| Equipe de France FFSA                     | Peugeot       | 206 WRC               | Alexandre Bengué   | Caroline Escudero-Bengué | 10, 14               |
| Equipe de France FFSA                     | Subaru        | Impreza WRC           | Stéphane Sarrazin  | Patrick Pivato           | 10, 14-15            |
| Alstair Ginley                            | Subaru        | Impreza WRC           | Alistair Ginley    | Rory Kennedy             | 5-7, 9-10, 12        |
| Andrea Navarra                            | Subaru        | Impreza WRC           | Andrea Navarra     | Simona Fedeli            | 13                   |
| Jozef Béreš                               | Hyundai       | Accent WRC            | Jozef Béreš        | Petr Starý               | 1-2, 6               |
| Jussi Välimäki                            | Hyundai       | Accent WRC            | Jussi Välimäki     | Jakke Honkanen           | 1, 3, 5-6            |
| Jussi Välimäki                            | Ford          | Focus WRC             | Jussi Välimäki     | Jakke Honkanen           | 10                   |
| Roman Kresta                              | Hyundai       | Accent WRC            | Roman Kresta       | Jan Tománek              | 1                    |
| Roman Kresta                              | Ford          | Focus WRC             | Roman Kresta       | Jan Tománek              | 6                    |
| M-Sport                                   | Ford          | Focus WRC             | Antony Warmbold    | Gemma Price              | 2, 5-16              |
| M-Sport                                   | Ford          | Focus WRC             | Matthew Wilson     | Scott Martin             | 12                   |
| M-Sport                                   | Ford          | Focus WRC             | Jari Viita         | Timo Hantunen            | 2, 4, 9              |
| M-Sport                                   | Ford          | Focus WRC             | Janne Tuohino      | Jukka Aho                | 5-7, 12              |
| Kronos Racing                             | Citroën       | Xsara WRC             | Juuso Pykälistö    | Mika Ovaskainen          | 9, 13                |

## Resultados

### Campeonato de Pilotos

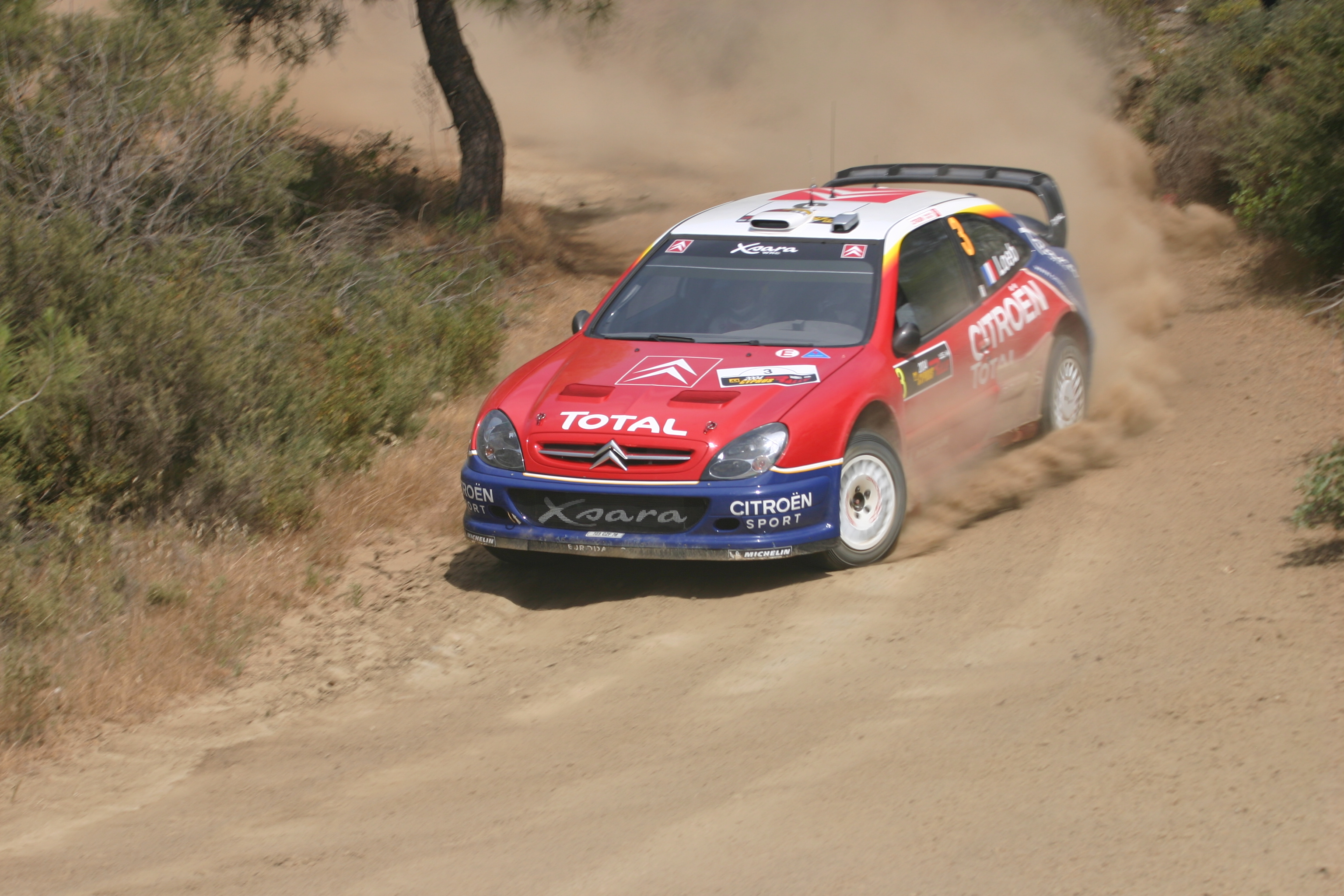
Sébastien Loeb en el Rally de Chipre, donde logró la tercera victoria del año.

| Pos. | Piloto             | MON | SWE | MEX | NZL | CYP | GRC | TUR | ARG | FIN | GER | JPN | GBR | ITA | FRA | ESP | AUS | Ptos |
| ---- | ------------------ | --- | --- | --- | --- | --- | --- | --- | --- | --- | --- | --- | --- | --- | --- | --- | --- | ---- |
| 1    | Sébastien Loeb     | 1   | 1   | Ret | 4   | 1   | 2   | 1   | 2   | 4   | 1   | 2   | 2   | 2   | 2   | Ret | 1   | 118  |
| 2    | Petter Solberg     | 7   | 3   | 4   | 1   | 4   | 1   | 3   | Ret | Ret | Ret | 1   | 1   | 1   | 5   | 5   | Ret | 82   |
| 3    | Markko Märtin      | 2   | 7   | 1   | 3   | 2   | Ret | 24  | Ret | 2   | 4   | 3   | 3   | Ret | 1   | 1   | Ret | 79   |
| 4    | Carlos Sainz       | Ret | 5   | 3   | 6   | 3   | 19  | 4   | 1   | 3   | 3   | 5   | 4   | 3   | 3   | 3   | DNS | 73   |
| 5    | Marcus Grönholm    | 4   | 2   | 6   | 2   | DSQ | Ret | 2   | Ret | 1   | Ret | 4   | Ret | 7   | 4   | 2   | Ret | 62   |
| 6    | François Duval     | 3   | Ret | 2   | 18  | Ret | 4   | 5   | 3   | 7   | 2   | Ret | 5   | 5   | Ret | Ret | 3   | 53   |
| 7    | Mikko Hirvonen     | Ret | 9   | 5   | 7   | 5   | Ret | 6   | 4   | Ret | 8   | 7   | 7   | Ret | 10  | 8   | 4   | 29   |
| 8    | Harri Rovanperä    |     |     | 10  | 5   | DSQ | 3   | Ret | 5   | Ret |     | 6   | 6   | Ret |     |     | 2   | 28   |
| 9    | Janne Tuohino      |     | 4   |     |     | 6   | 7   | 7   |     | 5   |     |     | Ret |     |     |     |     | 16   |
| 10   | Freddy Loix        | 5   | Ret |     |     |     |     |     |     |     | 6   |     |     |     | 7   | Ret |     | 9    |
| 11   | Stéphane Sarrazin  |     |     |     |     |     |     |     |     |     | 9   |     |     |     | 6   | 4   |     | 8    |
| 12   | Daniel Carlsson    |     | 8   |     | 8   |     | 5   | Ret |     | 9   | Ret |     | Ret |     | 11  |     |     | 6    |
| 13   | Gilles Panizzi     | 6   | Ret | 8   | Ret | Ret | 10  | Ret | 7   | 11  | Ret |     |     |     |     | 12  |     | 6    |
| 14   | Andrea Navarra     |     |     |     |     |     |     |     |     |     |     |     |     | 4   |     |     |     | 5    |
| 15   | Gigi Galli         | Ret | 24  | Ret | Ret |     |     | 10  | Ret | 14  | Ret |     |     | 6   | Ret | 7   | Ret | 5    |
| 16   | Cédric Robert      |     |     |     |     |     |     |     |     |     | 5   |     |     |     | Ret |     |     | 4    |
| 17   | Chris Atkinson     |     |     |     | Ret |     |     |     |     | 33  |     | 12  |     |     |     |     | 5   | 4    |
| 18   | Manfred Stohl      |     | Ret | Ret | 10  |     | 6   |     | 12  |     | 32  |     | 8   |     |     |     | Ret | 4    |
| 19   | Henning Solberg    |     | 6   |     | Ret | Ret |     | Ret |     | 10  |     |     | 11  | Ret |     |     |     | 3    |
| 20   | Luís Pérez Companc |     |     | Ret |     | Ret |     |     | 6   |     |     |     |     | Ret |     |     |     | 3    |
| 21   | Jani Paasonen      |     | 16  | Ret | 14  |     |     |     | 10  | 6   | 20  |     | Ret |     |     |     | Ret | 3    |
| 22   | Daniel Sola        |     | 20  | 11  | Ret |     | Ret |     | DSQ |     | Ret |     |     |     | Ret | 6   | Ret | 3    |
| 23   | Xavier Pons        | Ret | 46  | 16  | 16  |     | 16  | Ret | Ret | 28  | 15  |     | 24  | Ret | 12  | Ret | 6   | 3    |
| 24   | Toni Gardemeister  |     |     |     |     |     | Ret |     |     | 8   | 7   |     | 22  | Ret | 9   | 9   |     | 3    |
| 25   | Antony Warmbold    | Ret | 15  | 9   | 19  | Ret | 9   | 8   | 9   | Ret | 13  | 8   | 10  | 8   | 20  | 13  | 14  | 3    |
| 26   | Jussi Välimäki     | 11  |     | 7   |     | Ret | Ret |     |     | 26  | 14  |     |     |     |     |     |     | 2    |
| 27   | Alistair Ginley    |     |     |     |     | 7   | 11  | Ret |     | 15  | Ret |     | 12  |     |     |     |     | 2    |
| 28   | Cody Crocker       |     |     |     | 11  |     |     |     |     |     |     | 14  |     |     |     |     | 7   | 2    |
| 29   | Olivier Burri      | 8   |     |     |     |     |     |     |     |     |     |     |     |     |     |     |     | 1    |
| 30   | Miguel Campos      | Ret |     |     |     | 8   |     |     |     |     |     |     |     |     |     |     |     | 1    |
| 31   | Aris Vovos         |     |     |     |     |     | 8   |     |     |     |     |     |     |     |     |     |     | 1    |
| 32   | Gabriel Pozzo      |     |     |     |     |     |     |     | 8   |     |     |     |     |     |     |     |     | 1    |
| 33   | Armin Schwarz      |     |     |     |     |     | Ret |     |     | 12  | 11  |     | Ret | Ret | 8   | 11  |     | 1    |
| 34   | Toshi Arai         |     | 26  | 13  | 15  |     |     |     | Ret |     | 18  | 9   |     |     |     |     | 8   | 1    |
| Pos  | Piloto             | MON | SWE | MEX | NZL | CYP | GRC | TUR | ARG | FIN | GER | JPN | GBR | ITA | FRA | ESP | AUS | Pts  |

### Campeonato de Constructores
| Pos. | Equipo                   | Rally | Rally | Rally | Rally | Rally | Rally | Rally | Rally | Rally | Rally | Rally | Rally | Rally | Rally | Rally | Rally | Total puntos |
| Pos. | Equipo                   | MON   | SWE   | MEX   | NZL   | CYP   | GRC   | TUR   | ARG   | FIN   | GER   | JPN   | GBR   | ITA   | FRA   | ESP   | AUS   | Total puntos |
| ---- | ------------------------ | ----- | ----- | ----- | ----- | ----- | ----- | ----- | ----- | ----- | ----- | ----- | ----- | ----- | ----- | ----- | ----- | ------------ |
| 1    | Citroën World Rally Team | 10    | 14    | 6     | 8     | 16    | 11    | 15    | 18    | 11    | 16    | 12    | 13    | 14    | 14    | 6     | 10    | 194          |
| 2    | Ford World Rally Team    | 14    | 8     | 18    | 7     | 8     | 5     | 5     | 6     | 12    | 13    | 6     | 10    | 5     | 10    | 10    | 6     | 143          |
| 3    | Subaru World Rally Team  | 2     | 8     | 9     | 12    | 9     | 10    | 9     | 5     | 0     | 3     | 12    | 12    | 10    | 7     | 9     | 5     | 122          |
| 4    | Peugeot                  | 9     | 8     | 4     | 12    | 0     | 6     | 8     | 4     | 10    | 4     | 8     | 3     | 4     | 5     | 8     | 8     | 101          |
| 5    | Mitsubishi               | 3     | 0     | 2     | 0     | 0     | 4     | 2     | 3     | 3     | 0     | 0     | 0     | 0     | 0     | 0     | 0     | 17           |

### Campeonato de Producción
| Pos. | Piloto         | Rally | Rally | Rally | Rally | Rally | Rally | Rally | Total puntos |
| Pos. | Piloto         | SWE   | MEX   | NZL   | ARG   | GER   | FRA   | AUS   | Total puntos |
| ---- | -------------- | ----- | ----- | ----- | ----- | ----- | ----- | ----- | ------------ |
| 1    | Niall McShea   |       | 6     |       | 5     | 8     | 8     | 8     | 35           |
| 2    | Toshihiro Arai | 3     | 8     | 4     |       | 5     |       | 10    | 30           |
| 3    | Jani Paasonen  | 10    |       | 5     | 10    | 4     |       |       | 29           |
| 4    | Xavi Pons      |       | 4     | 3     |       | 10    | 10    |       | 27           |
| 5    | Alister McRae  | 8     |       | 6     |       | 6     | 6     |       | 26           |

- Referencias[2]

### Campeonato Júnior

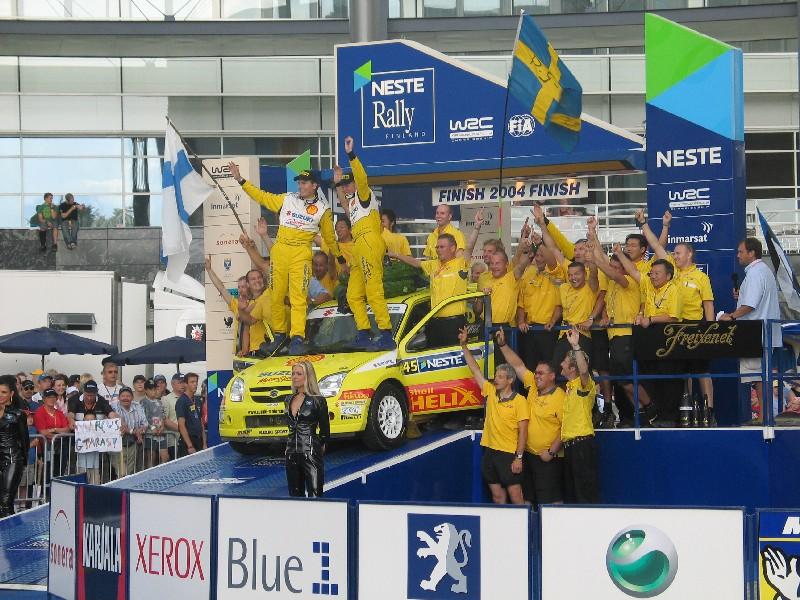
Per-Gunnar Andersson celebrando su victoria en el Rally de Finlandia.

| Pos. | Piloto               | Rally | Rally | Rally | Rally | Rally | Rally | Rally | Total puntos |
| Pos. | Piloto               | MON   | GRC   | TUR   | FIN   | GBR   | ITA   | ESP   | Total puntos |
| ---- | -------------------- | ----- | ----- | ----- | ----- | ----- | ----- | ----- | ------------ |
| 1    | Per-Gunnar Andersson | 1     |       | 10    | 10    |       | 10    | 8     | 39           |
| 2    | Nicolas Bernardi     | 10    | 8     |       | 6     |       | 3     | 10    | 37           |
| 3    | Guy Wilks            |       | 10    | 6     |       | 10    | 8     |       | 34           |
| 4    | Kosti Katajamaki     |       |       | 8     | 8     | 6     | 5     | 4     | 31           |
| 5    | Mirco Baldacci       | 3     |       | 3     | 5     |       | 6     | 6     | 23           |